# Styloteleia wolffi
Styloteleia wolffi är en stekelart som beskrevs av Peter Neerup Buhl 1998. Styloteleia wolffi ingår i släktet Styloteleia och familjen Scelionidae. Inga underarter finns listade i Catalogue of Life.